# Aulnay (Vienne)
Aulnay ist eine französische Gemeinde mit 101 Einwohnern (Stand 1. Januar 2022) im Département Vienne in der Region Nouvelle-Aquitaine (vor 2016 Poitou-Charentes); sie gehört zum Arrondissement Châtellerault und zum Kanton Loudun (bis 2015 Kanton Moncontour). Die Einwohner werden Aulnois genannt.

## Geographie
Aulnay liegt etwa 42 Kilometer nordnordwestlich von Poitiers. Umgeben wird Aulnay von den Nachbargemeinden Angliers im Norden, La Chaussée im Süden und Osten, Saint-Clair im Südwesten sowie Martaizé im Westen.

## Bevölkerungsentwicklung
| Jahr                      | 1962 | 1968 | 1975 | 1982 | 1990 | 1999 | 2006 | 2013 |
| Einwohner                 | 181  | 158  | 148  | 145  | 151  | 133  | 112  | 101  |
| Quelle: Cassini und INSEE |      |      |      |      |      |      |      |      |

## Sehenswürdigkeiten
- Kirche Saint-Sulpice aus dem 13. Jahrhundert